# دیرپایاگ
دیرپایاگ (به انگلیسی: Devprayag) یک منطقهٔ مسکونی در هند است که در اوتاراکند واقع شده‌است.

## نگارخانه

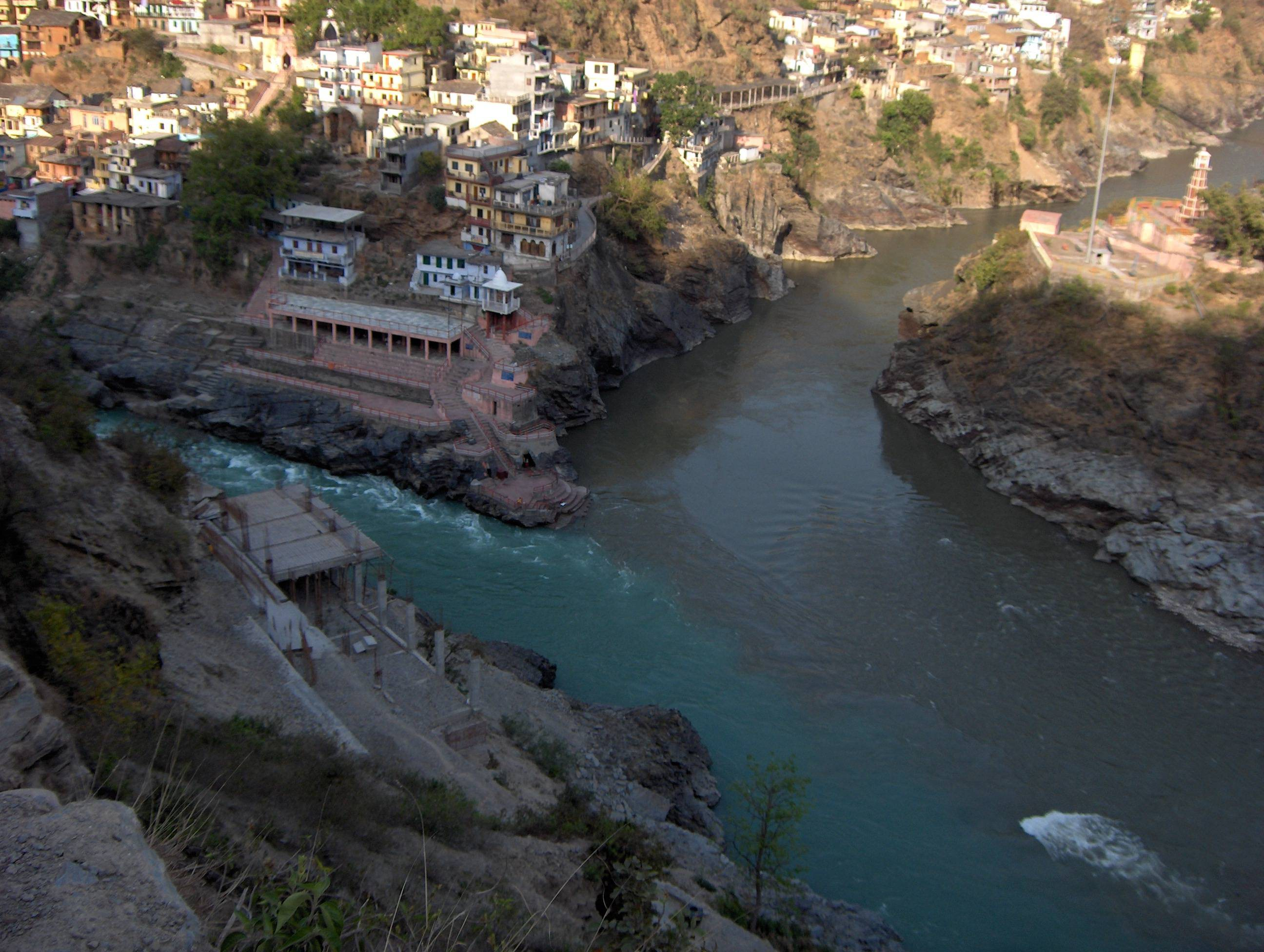
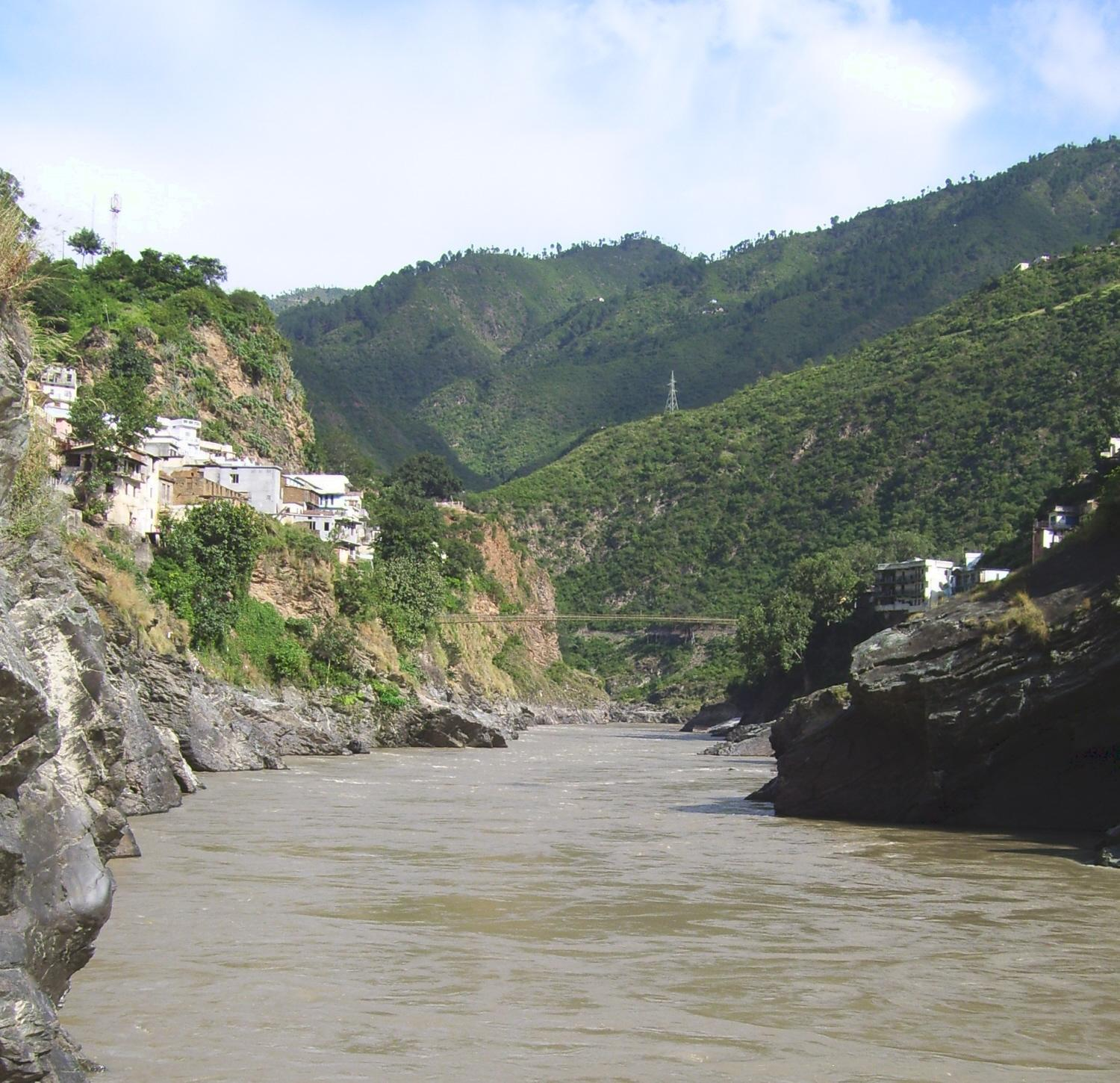
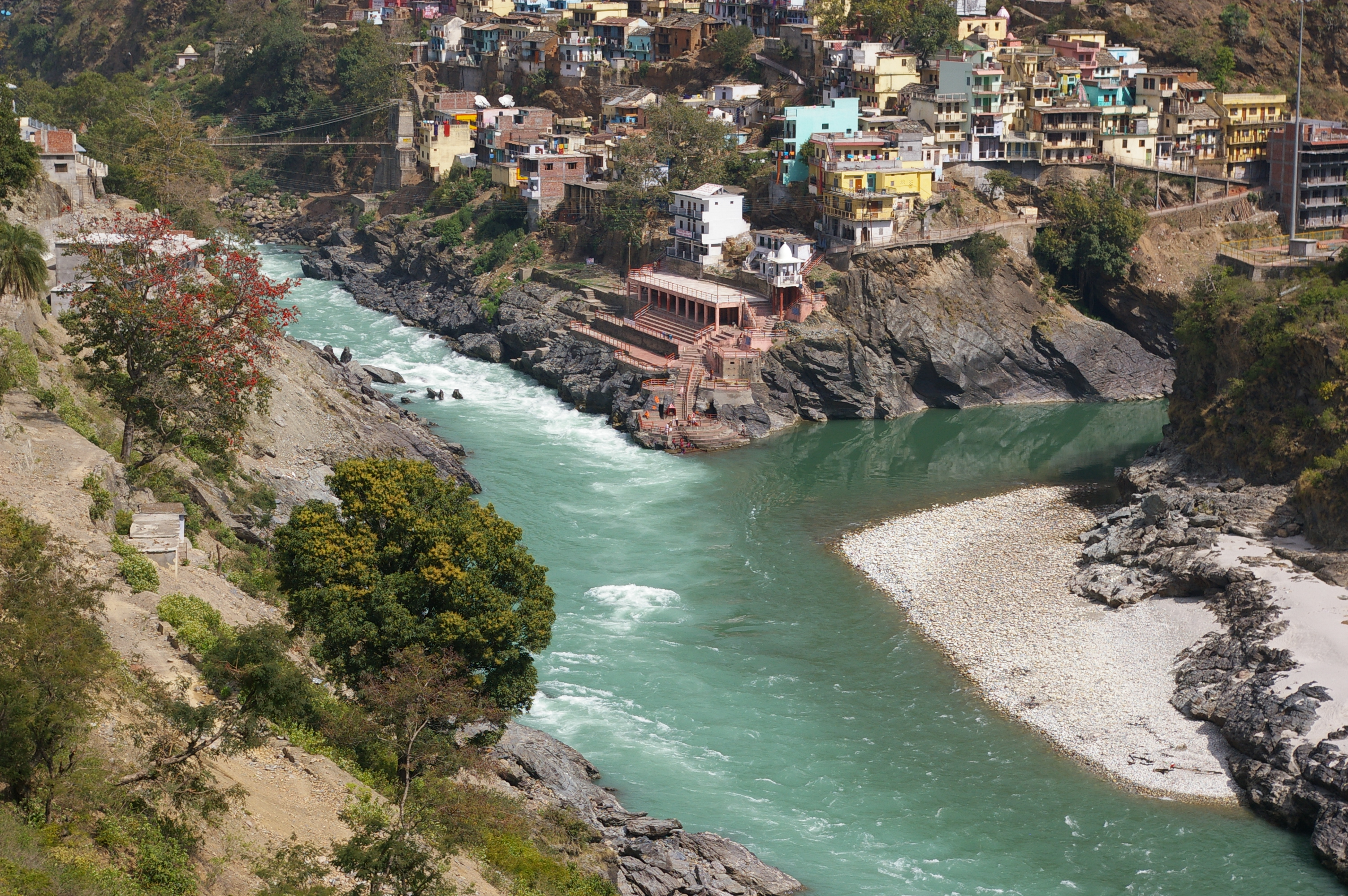
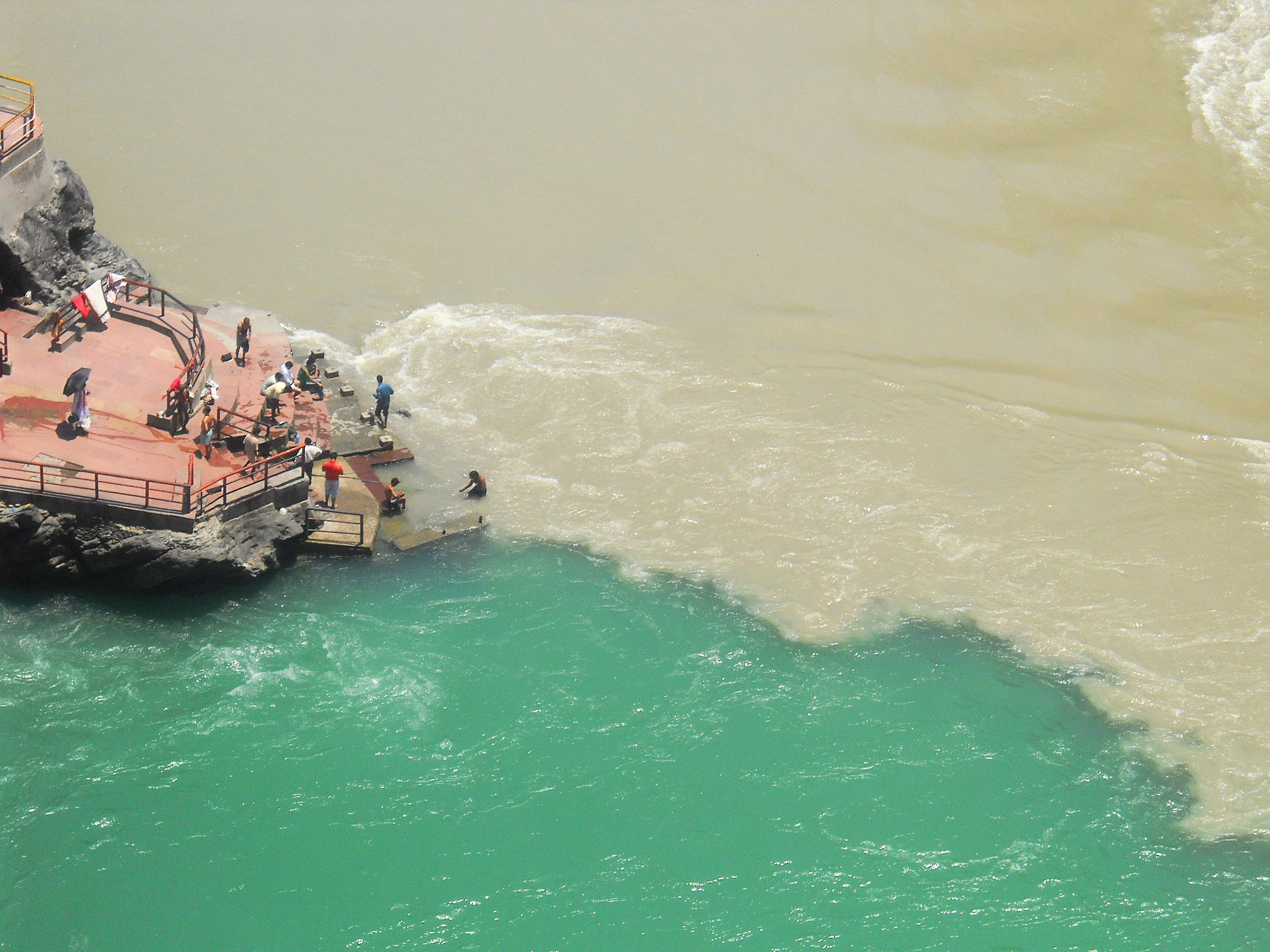